# 박건호 (농구 선수)
박건호(1996년 2월 28일 ~ )는 대한민국의 농구 선수이며, 안양 KGC인삼공사 농구단 소속이다. 포지션은 센터이다. 강서초등학교, 주성중학교, 청주신흥고등학교를 졸업했고, 중앙대학교에서 스포츠산업학과 학사 학위를 취득했다. 2019 KBL 신인드래프트에서 4라운드 9순위로 지명되어 안양 KGC인삼공사 농구단에 입단했다.